# Estação Pilares
Pilares é uma estação de trem, localizada no bairro homônimo na cidade do Rio de Janeiro.

## História
A estação foi aberta como apeadeiro pela Estrada de Ferro Melhoramentos em 1 de novembro de 1895, sendo inicialmente batizada Cintra Vidal.  Em março de 1898, o apeadeiro é elevado à estação.
Após ser gerida pela E.F. Melhoramentos (1898-1903), E. F. Central do Brasil (1908-1965) e E. F. Leopoldina (1965-1975), a estação passa para a gestão da Rede Ferroviária Federal S/A (RFFSA), que realiza a contratação de um novo prédio para a estação. Após lançar o edital de nº 021-TP/76 em abril de 1976, a RFFSA contrata as obras de construção de um novo prédio para a estação de Cintra Vidal. A nova edificação foi inaugurada em 4 de abril de 1978, juntamente com as estações reformadas de Belford Roxo, Coelho da Rocha, Costa Barros, Presidente Juscelino e Queimados.
Após ser gerida pela CBTU entre 1984 e dezembro de 1994, a estação foi transferida para a Flumitrens e em 1998 foi entregue para a concessionária SuperVia, que a renomeou Pilares.

## Toponímia
A estação foi aberta em 1895, sendo batizada inicialmente de Cintra Vidal, em homenagem ao professor Cintra Vidal, proprietário do único colégio existente na região. Posteriormente, no século XXI, a SuperVia renomeou a estação para Pilares. O bairro Pilares possui essa denominação desde meados do século XIX, quando uma venda foi aberta e sua fachada era adornada por pilares de pedra. Consequentemente a região passou a ser chamada de Pilares.